# Телоханіоз
Телоханіо́з (фарфо́рова хворо́ба) — захворювання викликане паразитом у раків.

## Збудник хвороби або паразит
Збудником є мікроспоридія Telohania contejani, яка паразитує у м'язах раків.

## Ознаки хвороби
М'язові волокна потовщуються і біліють, раки худнуть і гинуть. Діагноз ставлять по виявленню великої спори паразита в уражених ділянках. Для профілактики поширення захворювання рекомендується відловлювати хворих раків.